# Seinäjoki
Seinäjoki (anticamente conosciuta con il nome svedese di Östermyra) è una città finlandese di 65323 abitanti, situata nella regione dell'Ostrobotnia Meridionale.
Il centro della città si sviluppa intorno a importanti contributi architettonici di Alvar Aalto (soprattutto riguardanti l'architettura organica). Tra questi il palazzo del comune, la chiesa Lakeuden Risti e la vecchia biblioteca. Restaurata nell'estate 2014 è stata poi unita da un sottopassaggio al nuovo complesso bibliotecario Apila ed adibita ad archivio documantale locale.
La città di Seinäjoki ospita ogni estate eventi musicali di importanza nazionale della durata di circa una settimana, tra cui il festival del rock internazionale per giovani (Provinssirock) ed il festival canoro Tangomarkkinat che accoglie gli appassionati di tango finlandese provenienti da tutto il paese.
Dal 2009 sono compresi nel territorio comunale gli ex comuni di Nurmo e Ylistaro.

## Sport

### Calcio
La città è rappresentata nel massimo campionato finlandese di calcio dal Seinäjoen Jalkapallokerho, società fondata nel 2007 che ha vinto il campionato nazionale nel 2016. La squadra gioca all'OmaSP Stadion.

## Curiosità
Seinäjoki è nota per essere il luogo in cui sono nati i Dudesons, famoso gruppo di stuntman finlandese.